# Portland (Arkansas)
Portland is een plaats (city) in de Amerikaanse staat Arkansas, en valt bestuurlijk gezien onder Ashley County.

## Demografie
Bij de volkstelling in 2000 werd het aantal inwoners vastgesteld op 552.
In 2006 is het aantal inwoners door het United States Census Bureau geschat op 518, een daling van 34 (-6,2%).

## Geografie
Volgens het United States Census Bureau beslaat de plaats een oppervlakte van
2,8 km², geheel bestaande uit land.

## Plaatsen in de nabije omgeving
De onderstaande figuur toont nabijgelegen plaatsen in een straal van 32 km rond Portland.